# 相月車站
相月車站（日语：／ Aizuki eki */?）位於日本靜岡縣濱松市天龍區佐久間町，為東海旅客鐵道（JR東海）所經營的鐵路車站，是JR東海飯田線沿線的一個無人小站。相月車站是屬於JR東海東海鐵道事業本部的直轄範圍內，並由中部天龍車站負責管理。
相月車站是1955年飯田線為了迴避新建的佐久間大壩（佐久間ダム）進行改線，而同時設置的幾個新車站之一。車站位於兩座隧道中間所挾的狹小區段上，觸目所及沒有任何鄰近的商店存在，是個非常偏僻、低利用率的小車站。

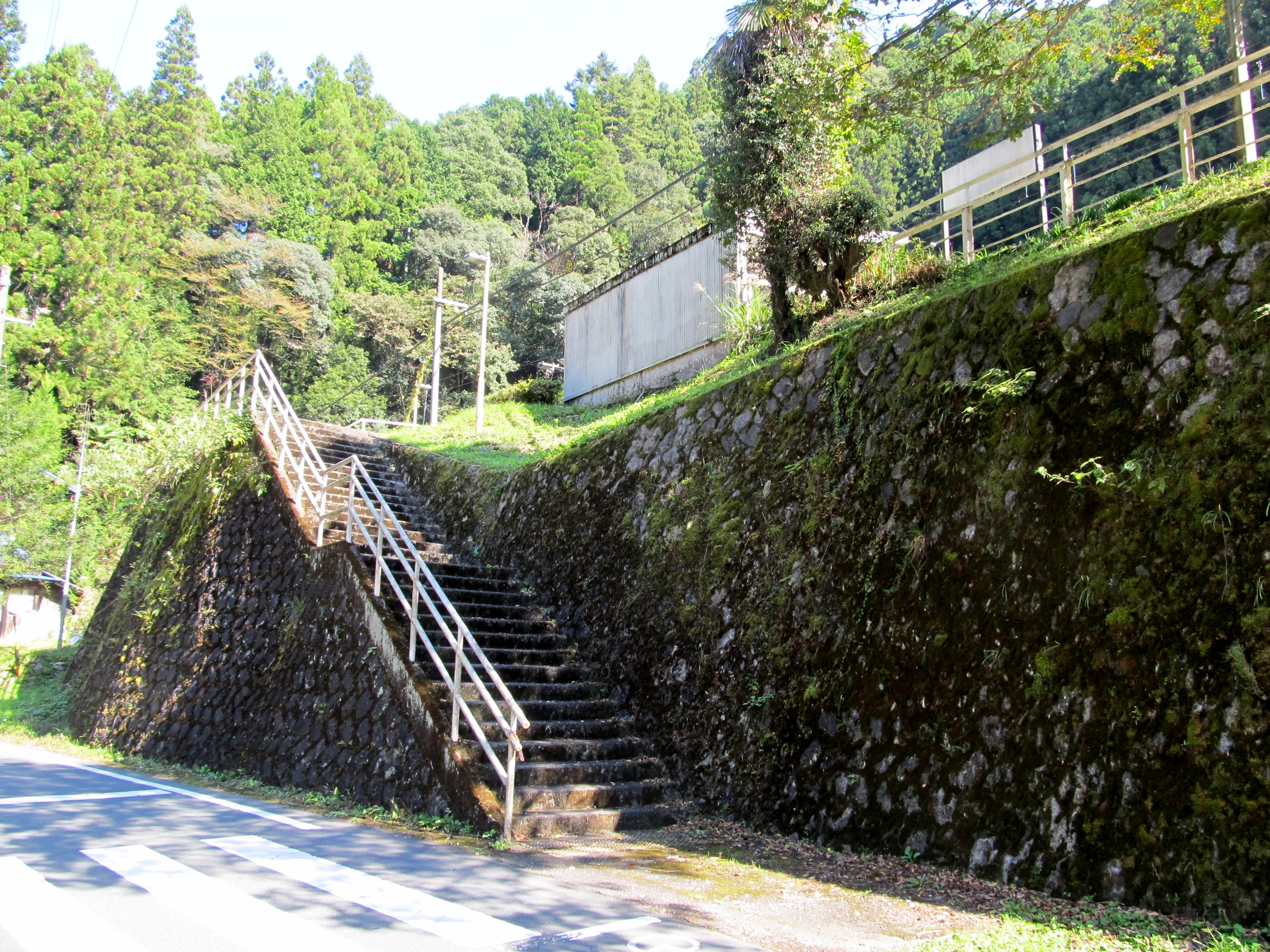
車站入口(2022年10月)

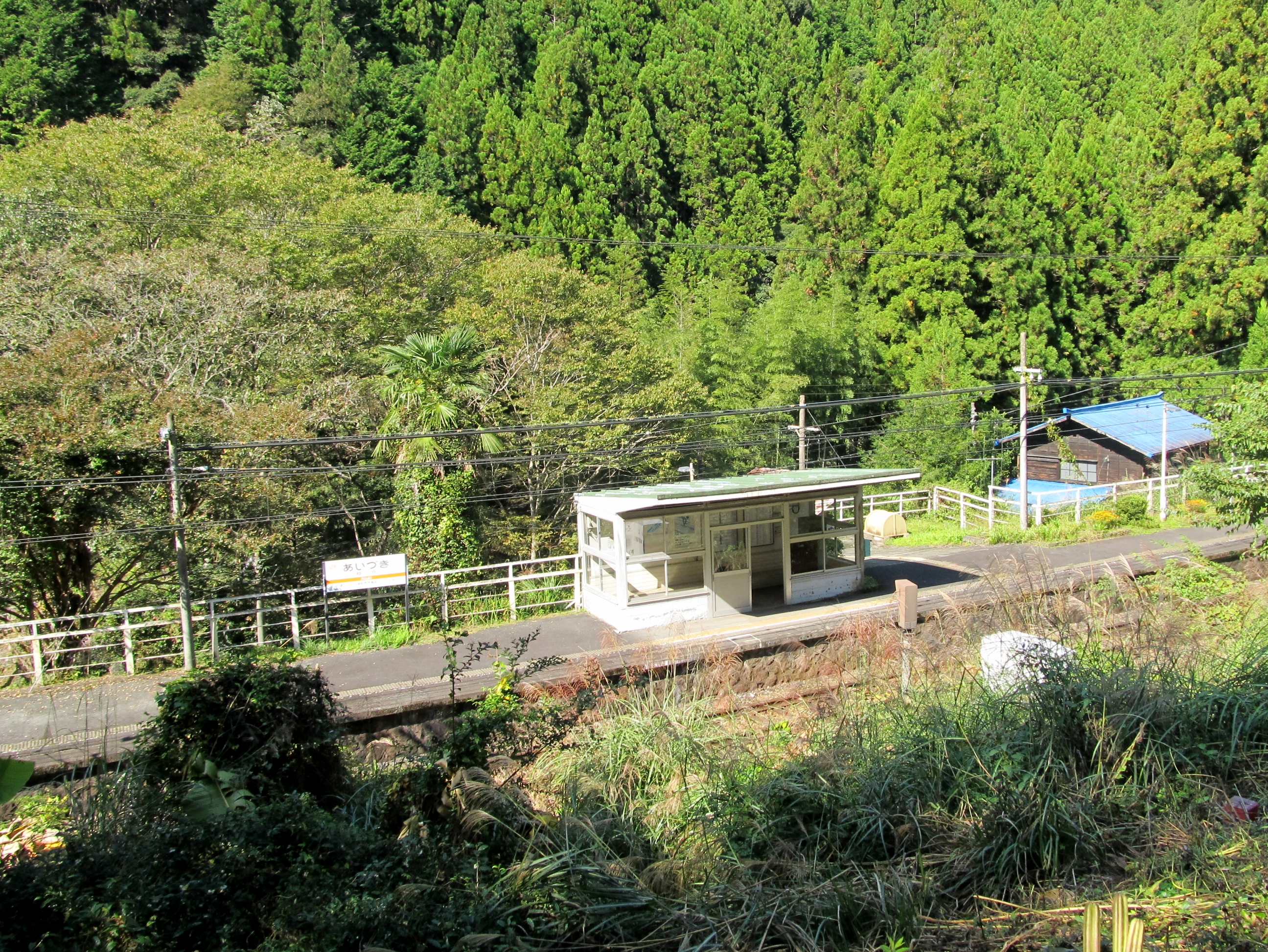
車站遠景(2022年10月)

## 相鄰車站
東海旅客鐵道
 飯田線
■快速
通過
■普通
佐久間－相月－城西